# 约赫贝格
约赫贝格是奥地利蒂罗尔州Kitzbühel的一个市镇。总面积87.8平方公里，总人口1540人，人口密度17.5人/平方公里（2005年）。